# Flabelligella biscayensis
Flabelligella biscayensis är en ringmaskart som beskrevs av Kolmer 1985. Flabelligella biscayensis ingår i släktet Flabelligella och familjen Acrocirridae. Inga underarter finns listade i Catalogue of Life.